# Робочий тиждень та вихідний день
Робочий тиждень та вихідний день — офіційно встановлений порядок розподілу робочих днів та вихідних в різних країнах. 
Вихідний день — день щотижневого відпочинку. При п'ятиденному робочому тижні працівникам надаються два вихідні дні на тиждень, а при шестиденному — один вихідний день. Загальним вихідним днем є неділя. Законодавство про працю України розглядає різні варіанти визначення другого вихідного дня на підприємствах різного типу (ст.ст. КЗпП України 67, 68, 69). Другий вихідний день при п'ятиденному робочому тижні, якщо він не визначений законодавством, визначається графіком роботи підприємства, установи, організації, погодженим з виборним органом первинної профспілкової організації (профспілковим представником) підприємства, установи, організації, і, як правило, має надаватися підряд з загальним вихідним днем.
У випадку, коли святковий або неробочий день (стаття 73 КЗпП України) збігається з вихідним днем, вихідний день переноситься на наступний після святкового або неробочого.
Власник або уповноважений ним орган у разі застосування рекомендації Кабінету Міністрів України не пізніше ніж за два місяці видає наказ (розпорядження) про перенесення вихідних та робочих днів на підприємстві, в установі або організації, погоджений з виборним органом первинної профспілкової організації (профспілковим представником)
Існує також термін Неробочий день — день, у який працівник не зобов'язаний працювати без попередньої згоди (домовленості) з керівництвом. До неробочих днів належать усі офіційні свята, а також великі свята інших (неправославних) релігійних конфесій, зареєстрованих в Україні (тільки за поданням громад, що сповідують відповідні конфесії, та не більше ніж три дні протягом року).

## Робочий тиждень та вихідний день за країнами

### Робочий тиждень та вихідний день в СРСР
В 1930-ті роки в СРСР був встановлений 6-денний робочий тиждень: 5 робочих днів по 7 годин на день (для окремих виробництв та категорій робітників міг бути коротшим) та 1 вихідний.
25 червня 1940 року у СРСР був встановлений 7-денний робочий тиждень: 6 робочих днів по 8 годин на день та 1 вихідний (неділя). Також було заборонено звільнятися з роботи «за власним бажанням».

### Робочий тиждень та вихідний день в Україні
В Україні встановлений п'ятиденний робочий тиждень із двома вихідними днями. Робочий день становить по 8 годин на день. В окремих випадках може використовуватися шестиденний робочий тиждень з одним вихідним днем. У такому випадку робочий день становить 7 годин на день, лише у суботу 5.
| Країна            | Робочий тиждень      | Вихідні дні      | Кількість неробочих днів | Перенесення вихідних у випадку збігу неробочих з вихідними                                                                                     | Інші регулювання вихідних і неробочих днів                                                                |
| ----------------- | -------------------- | ---------------- | ------------------------ | --- | --- |
| Україна           | понеділок — п'ятниця | субота, неділя   | 11                       | з суботи і неділі на наступний робочий день | якщо між неробочим і вихідним днем є один або два робочих днів, його зазвичай переносять на суботу.       |
| Польща            | понеділок — п'ятниця | субота, неділя   | 13                       | немає | якщо неробочий день випадає на суботу, працівник має право на компенсацію годин відпочинку в цьому місяці |
| Словаччина        | понеділок — п'ятниця | субота, неділя   | 15                       | немає | |
| Ізраїль           | неділя — четвер      | п'ятниця, субота | 9                        | немає | |
| Велика Британія   | понеділок — п'ятниця | субота, неділя   | 8                        | з суботи і неділі на наступний робочий день | |
| США               | понеділок — п'ятниця | субота, неділя   | 11                       | з суботи на попередній і з неділі на наступний робочий день                                                                                    | |
| Антигуа і Барбуда | понеділок — п'ятниця | субота, неділя   | 11                       | для 4 днів: з суботи і неділі на наступний робочий день, для 1 свята: з неділі на понеділок, для решти свят компенсація відсутня (не потрібна) | |
| Бахрейн           | неділя — четвер      | п'ятниця, субота | 14                       | з п'ятниці і суботи на наступний робочий день                                                                                                  | |
| Албанія           | понеділок — п'ятниця | субота, неділя   | 16                       | з суботи і неділі на наступний робочий день | |
| Аргентина         | понеділок — п'ятниця | субота, неділя   | 17                       | немає | Три додаткові вихідні дні на рік для сполучення свят і вихідних чи продовження святкового періоду         |